# Dl. Peabody și Sherman
Dl. Peabody și Sherman (engleză Mr. Peabody and Sherman) este un film 3D de animație din 2014, bazat pe fragmentele cu Domnul Peabody din celebrul serial animat al anilor 1960, Showul lui Rocky și Bullwinkle. Este produs de DreamWorks Animation, distribuit de 20th Century Fox în Statele Unite ale Americii, și de Odeon Cineplex în România.
Rob Minkoff este regizorul filmului, producători fiind Alex Schwartz și Denise Nolan Cascino. Tiffany Ward, fiica lui Jay Ward, unul dintre creatorii serialului original, este producătorul executiv. Dl. Peabody și Sherman are în distribuție pe Ty Burrell, Max Charles, Stephen Colbert, Leslie Mann, Ariel Winter, Allison Janney, și Stephen Tobolowsky. Filmul a avut premiera pe 7 februarie 2014, în Regatul Unit al Marii Britanii și al Irlandei de Nord , și pe 7 martie 2014, în Statele Unite ale Americii. Premiera românească a avut loc pe 14 martie 2014, în varianta 3D dublată și subtitrată în română, fiind distribuit de Odeon Cineplex.

## Acțiune
Filmul vorbește despre Domnul Peabody (Ty Burrell), cea mai deșteaptă creatură din lume ce se întâmplă să fie un câine. Când "stăpânul" său, băiețelul Sherman (Max Charles), alege să folosească fără permisiune mașina timpului, numită WABAC, în istorie încep să apară schimbări, iar lucrurile scapă de sub control, ivindu-se consecințe dezastruoase, dar și nemaipomenit de amuzante.

## Personaje și voci
- Ty Burrell / Virgil Ianțu[9]- Domnul Peabody,[8] un câine vorbitor, titan în afaceri, inventator, om de știință, laureat al premiului Nobel, gurmand, și câștigător al medaliei de aur la Jocurilor Olimpice.[10]
- Max Charles / Radu Chirțan[11] - Sherman,[8] băiatul adoptat de Peabody. În seria originală, Dl. Peabody este animalul de companie, adoptat de Sherman.[12]
- Ariel Winter / Andra Gogan[11] - Penny Peterson, fiica Dlui și Dnei Peterson,[13] colega de clasă a lui Sherman.[14]
- Stephen Colbert / Șerban Pavlu[15] - Paul Peterson, tatăl lui Penny Peterson,[13] un personaj ce nu își are omolog în seria originală.
- Leslie Mann / Antoaneta Zaharia[15] - Patty Peterson, soția lui Paul.[16][14]
- Allison Janney / Ruxandra Sireteanu[15] - Dra. Grunion , un consilier școlar .[13][17]
- Stephen Tobolowsky - Directorul Purdy[13]
- Mel Brooks - Sigmund Freud[16][18]
- Stanley Tucci / Tomi Cristin[15] - Leonardo da Vinci[14][16]
- Patrick Warburton - Regele Agamemnon[10]
- Lake Bell - Mona Lisa[14][10]
- Zach Callison[10] - Tutankhamon[19]
- Dennis Haysbert - judecătorul[10]

## Producție
Planuri pentru un film bazat pe personajele din Domnul Peabody și Sherman există de ani buni, în colaborare cu regizorul Rob Minkoff. Prima sa încercare de a face un lungmetraj, a venit în 2003, când a fost anunțat faptul că Sprocketdyne Entertaiment, compania lui Minkoff, ce are la bază producții Sony, și Bullwinkle Studios, ar produce un live-action/CG film, cu o posibilitate destul de mare ce l-ar aduce pe Minkoff în poziția de regizor.
Live-actionul nu a fost realizat, dar în 2006, Minkoff, s-a alăturat DreamWorks Animation, pentru a regiza o animație computerizată, ce adaptează povestea seriei originale. Andrew Kurtzman a fost desemnat să scrie scenariul, bazându-se pe prezentarea originală dezvoltată de Minkoff și patenerul său de producție Jason Clark.
Filmului i s-au dat, de multe ori, diferite date de lansare schimbate. Inițial, a fost programat pentru martie 2014, dar datorită așteptărilor mari pe care le aveaDreamWorks Animation pentru acesta, a fost mutat în noiembrie 2013, înlocuind un alt film animat DreamWorks Animation Eu și Umbra Mea. Ultima mutare s-a făcut în Februarie 2013, mutare ce a adus filmul înapoi în martie, 2014, semnalat astfel datorită "ferestrei mult mai accesibile și avantajoase de lansare," înlocuind din nou animația Me and My Shadow.
Inițial, Robert Downey, Jr. a fost ales pentru a-i da voce Dlui. Peabody, dar în Martie 2012, a fost înlocuit cu Ty Burrell. Max Charles, actorul ce îl joacă pe tânărul Peter Parker în Uimitorul Om-Păianjen, îi va da glas lui Sherman. Stephen Colbert va fi vocea lui Paul Peterson, Leslie Mann, îl va înlocui pe Ellie Kemper, ce va fi vocea soției lui Peterson, Patty, iar Ariel Winter va fi vocea fetei lor, Penny. Se mai alătură distribuției și Stephen Tobolowsky, Allison Janney, Mel Brooks, Stanley Tucci, Patrick Warburton, Lake Bell, Zach Callison, și Dennis Haysbert.

## Materiale promoționale
McDonald's România a introdus o ediție specială a meniului pentru copii Happy Meal dedicată filmului Dl. Peabody și Sherman. Jucăriile din meniu, ilustrând personajele din film, au fost disponibile în toate restaurantele McDonald's, în limita stocului disponibil, după cum urmează: Dl. Peabody și Mașinăria Wabac în prima săptămână, 14-20 martie 2014, Puterea Piramidei și Aeroplanul Da Vinci în săptămână 21-27 martie, Labirintul Dl. Peabody și Puzze-ul Sherman în săptămâna 28 martie-3 aprilie, iar în cea de-a patra și ultima săptămână, 4-10 aprilie, X și O și Labirintul Dublu.

## Lansare
Dl. Peabody și Sherman va fi teatral însoțit de un scurtmetraj, DreamWorks Rocky & Bullwinkle, bazat pe personajele Rocky și Bullwinkle din Showul lui Rocky si Bulwinkle. Scurtmetrajul este regizat de Gary Trousdale, cunoscut pentru co-regizarea animației who is known for co-directing Frumoasa și Bestia, produs de Nolan Cascino, și scris de Thomas Lennon și Robert Garant. June Foray va reinterpreta rolul ei, Rocket "Rocky" J. Squirrel, în timp ce Tom Kenny îi va da voce Elanului Bullwinklewill. Scurtmetrajul servește drept probă pentru un viitor film bazat pe aceste personaje.
Aproape Acasă, un scurtmetraj bazat pe viitorul film de la DreamWorks ,Acasă, rulează înaintea filmului cu cățelul care a revoluționat istoria. Scurtmetrajul este disponibil și pe canalul DreamWorks International în limba română.